# Chiloljá
Chiloljá es una localidad del estado mexicano de Chiapas. Es parte del municipio de San Juan Cancuc.

## Demografía
| Gráfica de evolución demográfica |
|                                  |

| Censo | Población |
| ----- | --------- |
| 1921  | 53        |
| 1930  | 283       |
| 1940  | 241       |
| 1950  | 493       |
| 1960  | —         |
| 1970  | 533       |
| 1980  | 1 047     |
| 1990  | 1 537     |
| 2000  | 1 747     |
| 2010  | 2 415     |
| 2020  | 3 322     |